# 갑을방적
갑을방적은 1976년부터 2003년까지 존재한 대한민국의 섬유회사다.

## 역사
- 1976년 - 회사 설립
- 1988년 - 한국증권거래소에 상장
- 1990년대 - 해외현지법인 설립
- 1999년 - 우즈베키스탄의 방적시설을 100만추 현대화를 도입
- 2001년 - (주)갑을에 합병

## 같이 보기
- 갑을그룹